# Албанија на Светском првенству у атлетици на отвореном 2009.
Албанија је на Светском првенству у атлетици на отвореном 2009. одржаном у Берлину од 15 до 23. августа, учествовала дванаести пут, односно учествовала је на свим првенствима до данас. Репрезентацију Албаније представљао је 1 спортиста који се такмичио у бацању кугле.

## Мушкарци
Техничке дисциплине
| Атлетичар      | Дисциплина   | Лични рек. | Квалификације | Квалификације    | Финале           | Финале | Детаљи |
| Атлетичар      | Дисциплина   | Лични рек. | Резултат      | Место            | Резултат         | Место  | Детаљи |
| -------------- | ------------ | ---------- | ------------- | ---------------- | ---------------- | ------ | ------ |
| Адријатик Хоџа | Бацање кугле | 16,94      | 15,89         | Није се пласирао | Није се пласирао | 35/36  |        |